# Pálhegy
Pálhegy (szlovénül: Poznanovci) falu Szlovéniában, Muravidéken, Pomurska régióban. Közigazgatásilag Battyándhoz tartozik.

## Fekvése
Muraszombattól 14 km-re északnyugatra, a Vendvidéki-dombság (Goričko) területén a Bezjak-patak partján fekszik.

## Története
1365-ben még "Poss. Feyr Iwanhaza" alakban említik először. Egy évvel később "Poss. Vyriuanfalua in districtu Waralyakurniky" alakban szerepel. Fejérivánháza is egyike volt annak a 73 falunak, melyet I. Lajos magyar király cserélt el 1365-ben Széchy Miklóssal Éleskő és Miskolc uradalmáért, valamint a Szent Péter és Pál apostolok tiszteletére létesült tapolcai apátság kegyuraságáért. Felsőlendva várához tartozott. 1685-ben Széchy Katalinnal kötött házassága révén Nádasdy Ferenc birtoka lett és a 19. századig a család birtokában maradt. A 19. században "Poznanicz" és "Poznanócz" néven szerepelt. A nevében levő poznati vendül annyit tesz ismerni, ezzel szemben a magyarosításkor Pálhegy lett a falu neve. 1836-ban 110 evangélikus és 32 katolikus lakta.
Vályi András szerint „POZNANÓCZ. Tót falu Vas Vármegyében, földes Ura Gróf Nádasdy Uraság, lakosai katolikusok, fekszik felső Lendvához nem meszsze, 142mellynek filiája, határja meg lehetős termésű.”
Fényes Elek szerint „Poznanócz, vindus falu, Vas vmegyében, a felső-lendvai uradalomban, 30 kath., 99 evang. lak.”
Vas vármegye monográfiája szerint „Pálhegy, 46 házzal és 260 r. kath. és ág. ev. vallású vend lakossal. Postája Bodóhegy, távírója Mura-Szombat.”
1910-ben 348, túlnyomórészt szlovén lakosa volt. A trianoni békeszerződésig Vas vármegye Muraszombati járásához tartozott. 1919-ben átmenetileg a de facto Mura Köztársaság része lett, majd a Szerb–Horvát–Szlovén Királysághoz csatolták, ami 1929-től Jugoszlávia nevet vette fel. 1941-ben átmeneti időre ismét Magyarországhoz tartozott, 1945 után visszakerült jugoszláv fennhatóság alá. 1991 óta a független Szlovénia része. 1991-ben 228, 2002-ben 211 lakosa volt.

## Nevezetességei
Evangélikus kápolnája 1988-ban épült.